# ميريت غانت
ميريت غانت (بالإنجليزية: Merritt Gant)‏ هو عازف قيثارة أمريكي، ولد في 18 فبراير 1971 في ميلفيل، نيوجيرسي في الولايات المتحدة.